# Westport Island
Westport Island – miasto w Stanach Zjednoczonych, w stanie Maine, w hrabstwie Lincoln.